# Honnahalli, Hospet
Honnahalli là một làng thuộc tehsil Hospet, huyện Bellary, bang Karnataka, Ấn Độ.